# رينيه ليفي
رينيه ليفي (بالفرنسية: Renée Lévy)‏ هي عضوة في المقاومة الفرنسية ‏ فرنسية، ولدت في 25 سبتمبر 1906 في أوكسار في فرنسا، وتوفيت في 31 أغسطس 1943 في كولونيا في ألمانيا.